# South Pacific (musical)
South Pacific es un musical de Richard Rodgers y Oscar Hammerstein II con libreto de Oscar Hammerstein II y Joshua Logan.
El musical se estrenó en 1949 en Broadway y fue un éxito inmediato. Fue nominado a diez premios Tony y ganó en todas las categorías, incluyendo al mejor musical, al mejor actor principal en un musical, a la mejor actriz principal en un musical, al mejor actor de reparto en un musical, a la mejor actriz de reparto en un musical, al mejor director de un musical, por la mejor música original, por la mejor guion de un musical. Esta producción original se representó durante 1.925 funciones. Tiene el récord de ser la única producción musical de la historia que ganó en todas las categorías de actuación. El musical también ganó el Premio Pulitzer de teatro. El álbum del elenco original de Broadway vendió más de un millón de copias,
 convirtiéndose en uno de los álbumes más vendidos de la década de los 1940.
La canción más destacable del musical es Some enchanted evening.

## El musical en España
La producción se estrenó en el Teatro de la Zarzuela de Madrid en enero de 1955, con dirección de José Tamayo.